# Prisma de cubierta

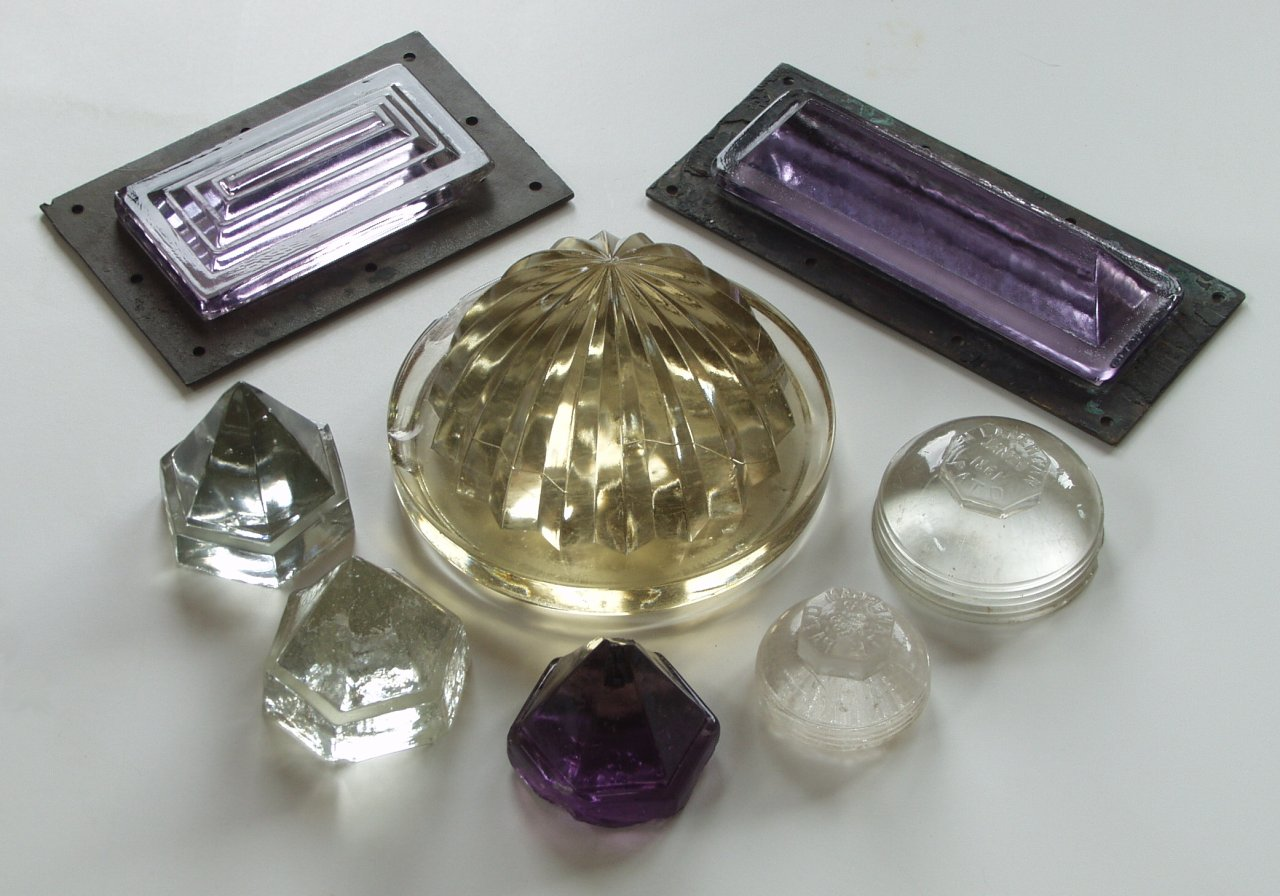
Grupo de prismas de la cubierta originales

Un prisma de cubierta es un prisma insertado en la cubierta de un barco para proporcionar luz debajo de la cubierta.
Durante siglos, los veleros han utilizado prismas de cubierta para proporcionar una fuente segura de la luz del sol que ilumine las zonas por debajo de la cubierta. Antes de la luz eléctrica, la luz debajo de la cubierta de un buque la proporcionaba una vela, una lámpara de aceite o una lámpara de queroseno, todas ellas peligrosas a bordo de un barco de madera.

## Utilización
El prisma de cubierta fue una solución ingeniosa: montado a ras de la cubierta, el prisma de cristal refracta y dispersa la luz natural en el habitáculo interior a partir de una pequeña abertura en la cubierta sin debilitar los tablones y sin convertirse en un peligro de fuego.
En el uso normal, la parte prismática cuelga por debajo de la cubierta y dispersa la luz hacia abajo; la parte superior es plana y se instala a ras de la cubierta, convirtiéndose en una parte más de la cubierta. Una ventana de vidrio plano constituye un único punto brillante hacia el interior y no es muy útil para la iluminación, de ahí el uso generalizado de la forma prismática.
A bordo de los barcos carboneros, también se utilizaron prismas para mantener un control sobre la bodega de carga; la luz originada por un fuego se transmite mediante el prisma haciéndose visible en la cubierta incluso de día.
Algunas veces se emplea el nombre de "claraboya", aunque este último es poco adecuado para referirse a prismas, ya que normalmente se refiere a una apertura con un panel de cristal liso. También se usaron en el siglo XIX prismas para iluminar bóvedas subterráneas, recibiendo el nombre de "luces de bóveda".